# Potsdamer Tor

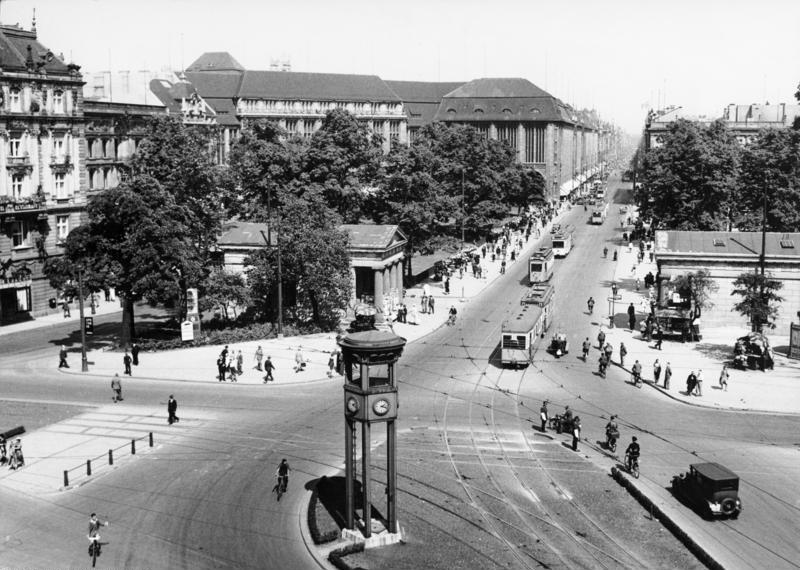
Ansicht der Torhäuser vom Potsdamer Platz mit dem Verkehrsturm im Vordergrund, um 1930

Das Potsdamer Tor von Berlin war Teil der Berliner Zollmauer (Akzisemauer). Es wurde 1734 errichtet und 1824 durch einen Neubau nach Plänen von Karl Friedrich Schinkel ersetzt. Die Fundamentreste der beiden Torhäuser wurden 1961 abgerissen.

## Das alte Potsdamer Tor von 1734

Altes Potsdamer Tor, vor 1824

Das Potsdamer Tor entstand 1734 beim Bau der Berliner Akzisemauer, die die neu entstandenen kurfürstlichen Städte und weitere Vorstädte umfasste und in dessen Folge die alten Festungsmauern geschleift wurden. Die Akzisemauer begrenzte an dieser Stelle die von Friedrich Wilhelm I. noch einmal erweiterte Friedrichstadt. Das Tor, das den Durchgangsweg durch die Zollmauer in Richtung der Residenzstadt Potsdam markierte, übernahm dabei die Funktion des vorherigen Leipziger Tores am gleichen Straßenzug von Berlin nach Potsdam zwischen der Friedrichstadt und Friedrichswerder – lange Zeit wurde daher das alte Potsdamer Tor auch synonym als Neues Leipziger Tor bezeichnet. Das alte Leipziger Tor in der Nähe des späteren Spittelmarktes hatte nach dem Bau der Berliner Festungsanlage im 17. Jahrhundert das Gertraudentor der alten Stadtmauer von Berlin/Cölln ersetzt.
Das 1734 errichtete Potsdamer Tor hatte Sandsteinpfeiler, die im barocken Stil mit Säulen und Trophäen verziert waren. Auf seiner Innenseite war im Zuge der Erweiterung der Friedrichstadt als Endpunkt der alten Leipziger Straße ein achteckiger Platz, das Octogon, angelegt worden, der zur Erinnerung an die Völkerschlacht bei Leipzig 1813 Leipziger Platz genannt wurde. Auf der Außenseite kreuzte der Ringweg um die Akzisemauer die dort beginnende Berlin-Potsdamer Chaussee, die ab 1788 als preußische Staatschaussee ausgebaut wurde. Heute ist deren am Potsdamer Platz beginnender Teil die Alte Potsdamer Straße.

## Das neue Potsdamer Tor von 1824

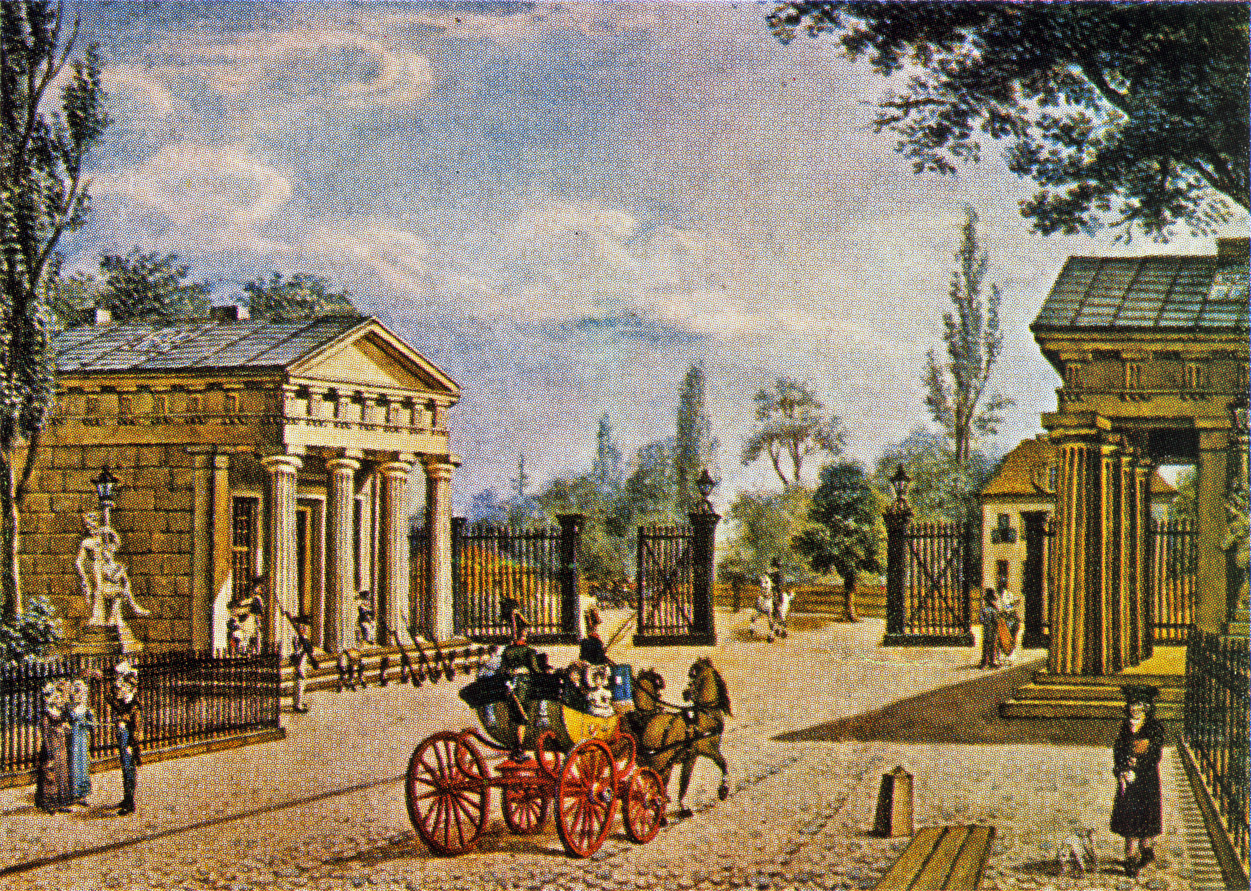
Neues Potsdamer Tor, Aquarell von Friedrich August Calau

Nachdem das alte Tor baufällig geworden war, plante Karl Friedrich Schinkel, der auch für viele andere repräsentative Bauten dieser Zeit in Berlin verantwortlich zeichnete, im Jahre 1824 das Neue Potsdamer Thor und leitete die Bauarbeiten. Die beiden Torpfeiler wurden durch zwei neue Torhäuser im klassizistischen Stil ersetzt, die etwas stadteinwärts am Ausgang des Leipziger Platzes errichtet wurden. Schinkel erbaute zwei einander zugewandte Gebäude mit je einer viergliedrigen Säulenreihe davor im dorischen Stil. An die Stelle des Alten Potsdamer Tors setzte er eine Grünanlage, die den Berlin-Besucher empfangen sollte. Die zuerst Platz vor dem Potsdamer Thor genannte Anlage wurde 1831 in Potsdamer Platz umbenannt.

„Dasjenige von Schinkels Gebäuden, das am meisten eine unmittelbare Anwendung griechischer Formen enthält, ist das Potsdamer Thor in Berlin; es ist aber darum noch keine Wiederhohlung eines bestimmten antiken Gebäudes, wie man dergleichen wohl in England und anderwärts sehen kann. Die Bedingungen waren sehr zu einer so nahen Anschließung an antike Bauformen geeignet. Das Thor ist nämlich kein eigentliches Thor, sondern eine Barriere, ein gußeisernes Gitter, auf der Stadtseite aber wird der Raum durch zwei gleiche Gebäude eingeschlossen; das eine davon ist die Wache, das gegenüberliegende das Zollhaus. Das Bedürfniß verlangte nur Ein Stockwerk, und für beide Zwecke war eine vorliegende Säulenhalle in hohem Grade angemessen: in der That möchte sich selten in der modernen Architektur ein Fall finden, welcher so nahe auf die Bedingungen der antiken Bauform paßte. Der gewählte Stil ist der dorische, wie er namentlich dem Begriff und Wesen einer Wache trefflich zu entsprechen scheint. Hier sehen wir denn eigentlich zum ersten Mal nach den besten klassischen Mustern den dorischen Stil in seiner Reinheit wieder belebt, eine Reinheit, welche gerade hier noch mehr als in jedem andern Stil sagen will, eben weil die dorische Architektur bei den einfachsten Mitteln sich noch in größter und gewissenhaftester Nähe der Konstrukzion hält und allen mehr dekorativen Elementen entsagend, in ihrer harten und herben Schönheit auf einer eben so strengen als feinen Ausbildung der Verhältnisse und Formen beruht. Man braucht nur dieses Thor mit dem kaum 1000 Schritt davon entfernten Brandenburger Thor zu vergleichen, welches angeblich im dorischen Stil erbaut ist, um den großen Abstand der Kunstbildung unsers Jahrhunderts und des vorigen sich anschaulich zu machen.“

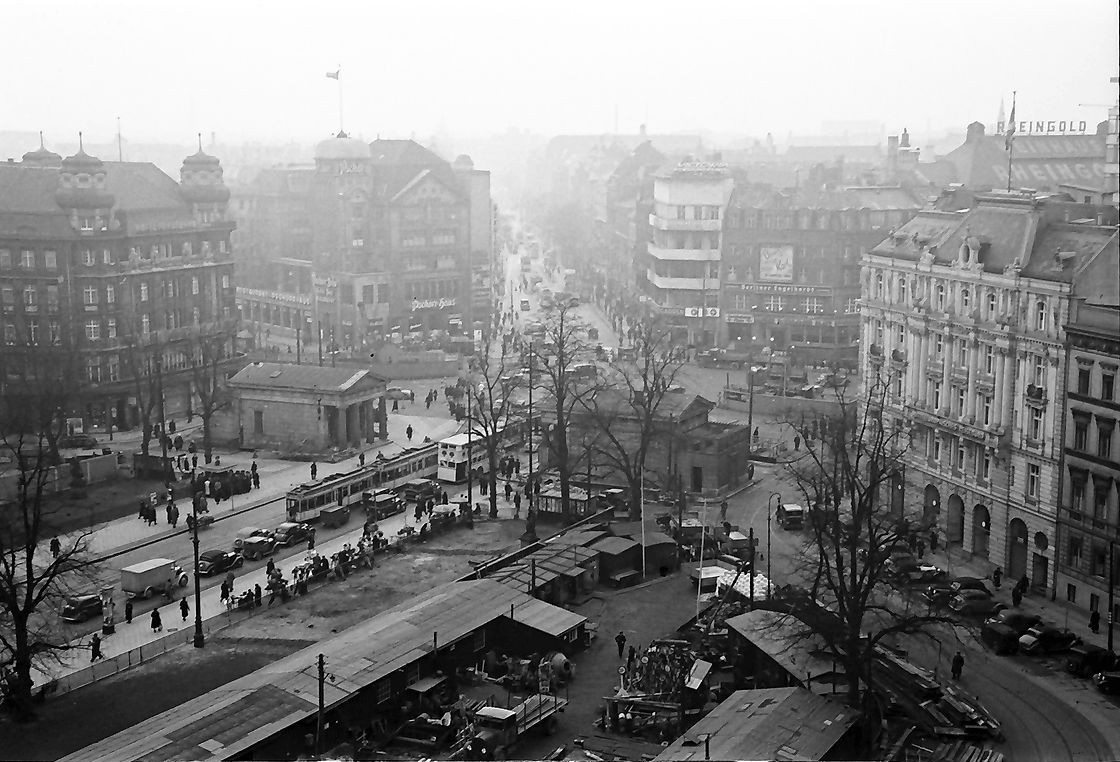
Blick nach Südwest über Leipziger und Potsdamer Platz mit den beiden Torhäusern von 1824 in die (heutige) Alte Potsdamer Straße, Februar 1938

Die beiden Torhäuser blieben beim Abriss der Berliner Zollmauer 1867 erhalten und prägten mit ihrer klassizistischen Architektur die Plätze zu beiden Seiten des nun offenen Torwegs.
Das südliche Torhaus stand vor dem 1906–1907 zum Luxushotel ausgebauten Hotel Fürstenhof und besaß die Adresse Leipziger Platz 1. Es befand sich im Eigentum des Reichsfiskus und beherbergte im Jahr 1937 Fernsprechautomaten, eine öffentliche Fernsprechstelle, eine Telegrammannahme sowie die Rohrpost- und Telegrafen-Betriebsstelle des Postamtes W9.
Das nördliche Torhaus stand vor dem 1892–1893 erbauten Palast-Hotel und besaß die Adresse Leipziger Platz 20. Es befand sich im Eigentum der Deutschen Reichspost-Direktion Berlin, unter Verwaltung durch das Rohrpost- und Telegraphen-Postamt W9 (Potsdamer Bahnhof), hier war die Telegraphische Abfertigung untergebracht. Historische Aufnahmen der 1930er Jahre zeigen oft ambulante Zeitungsverkäufer zwischen den Säulen. Das nördliche Torhaus war somit eine innerbetriebliche Umsteigestation für die Rohrpostbüchsen, während das südliche Torhaus dem Publikumsverkehr diente.
Im Zweiten Weltkrieg wurden die beiden Torhäuser des neuen Potsdamer Tores fast vollständig zerstört, als Ruine verblieben vom nördlichen Torhaus nur die Fundamente und aufsitzende Stümpfe. Vom südlichen Torhaus waren noch die Säulen und die Seitenwände teilweise erhalten.  Diese Reste standen dem Bau der Berliner Mauer im Jahre 1961 im Wege und wurden aus diesem Anlass geschleift.

Bildergalerie
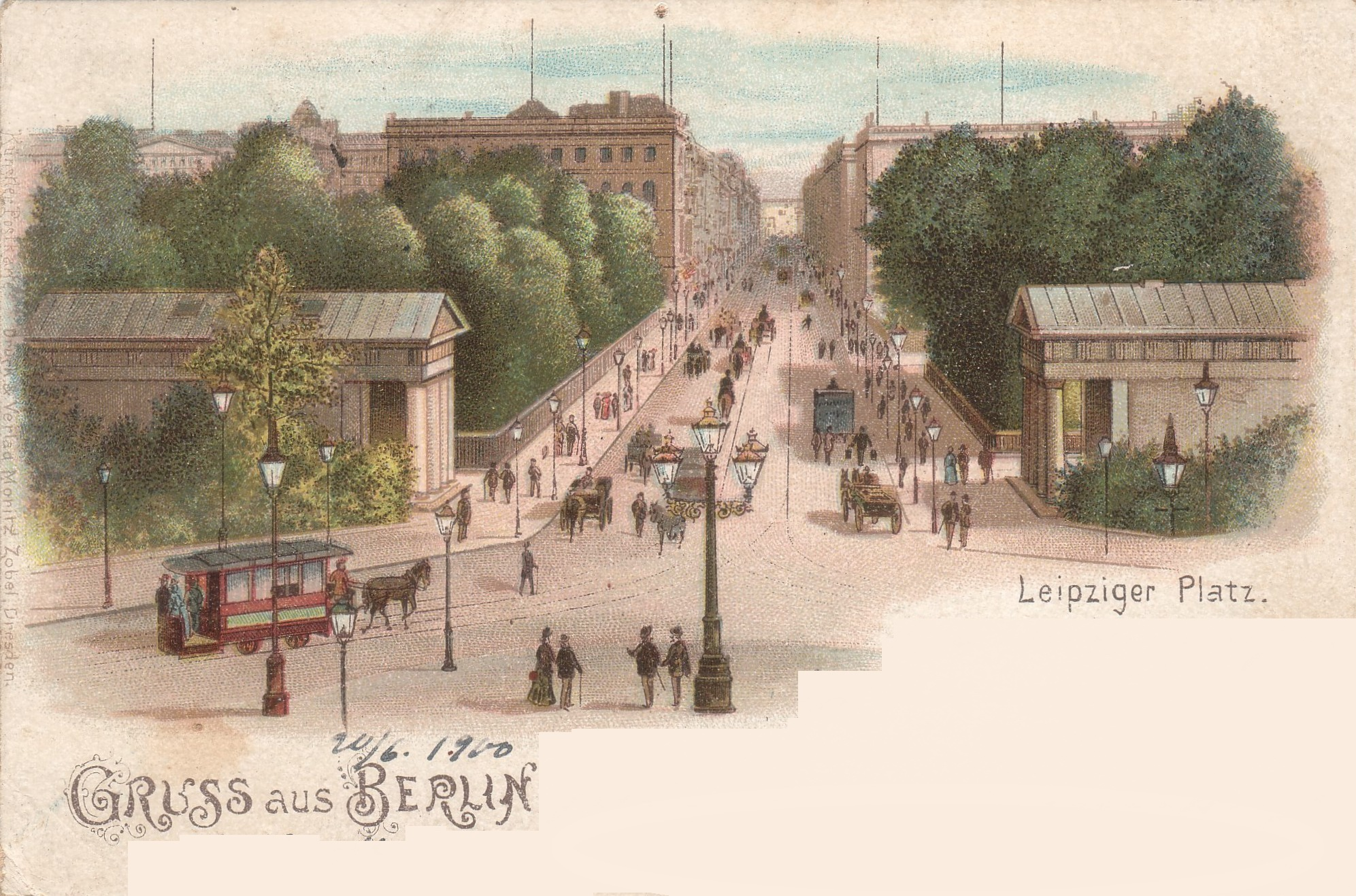
Leipziger Platz mit Potsdamer Tor, 1900
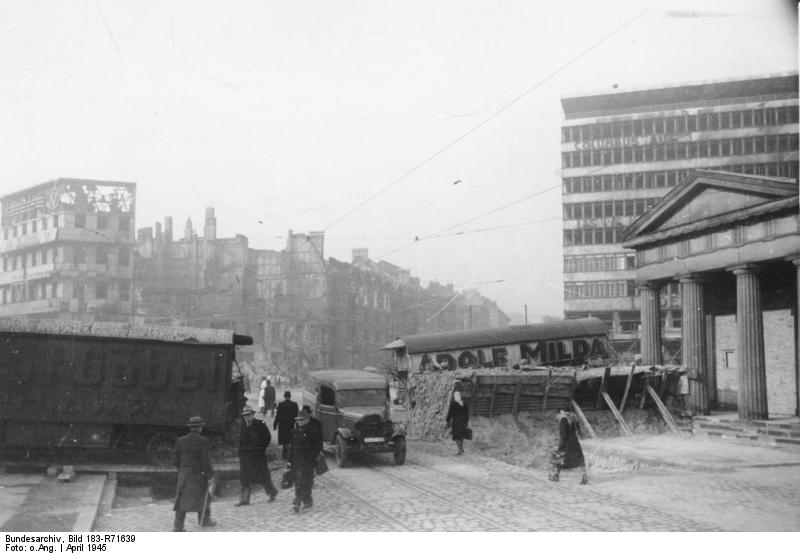
Panzersperre am Potsdamer Tor, April 1945
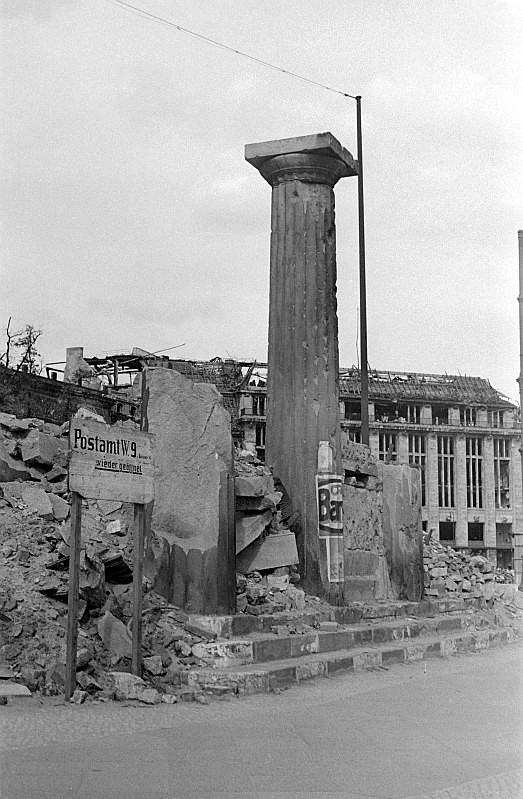
Reste des nördlichen Torhauses, nach Kriegsende 1945
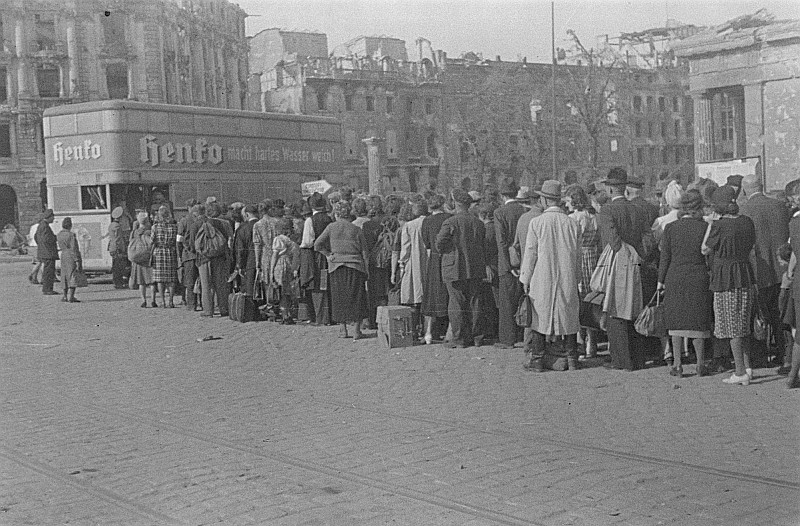
Das südliche Torhaus am rechten Bildrand, Mai 1945
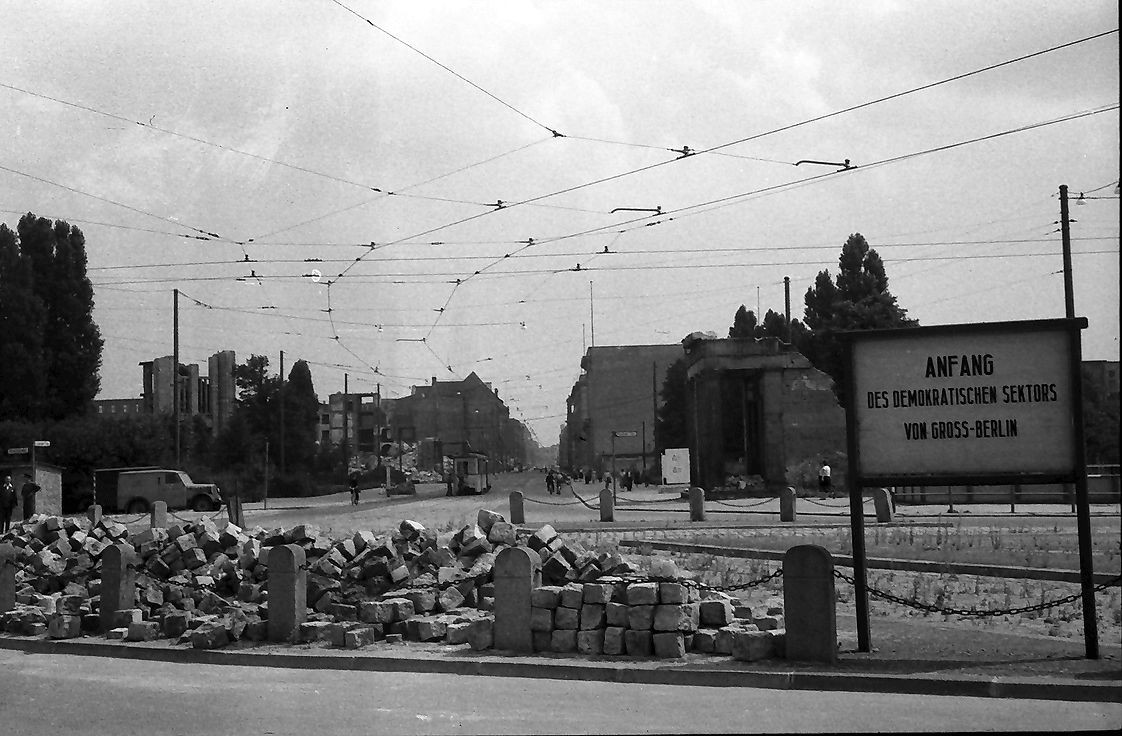
Blick zum Leipziger Platz, rechts die Reste des südlichen Torhauses, Juli 1957
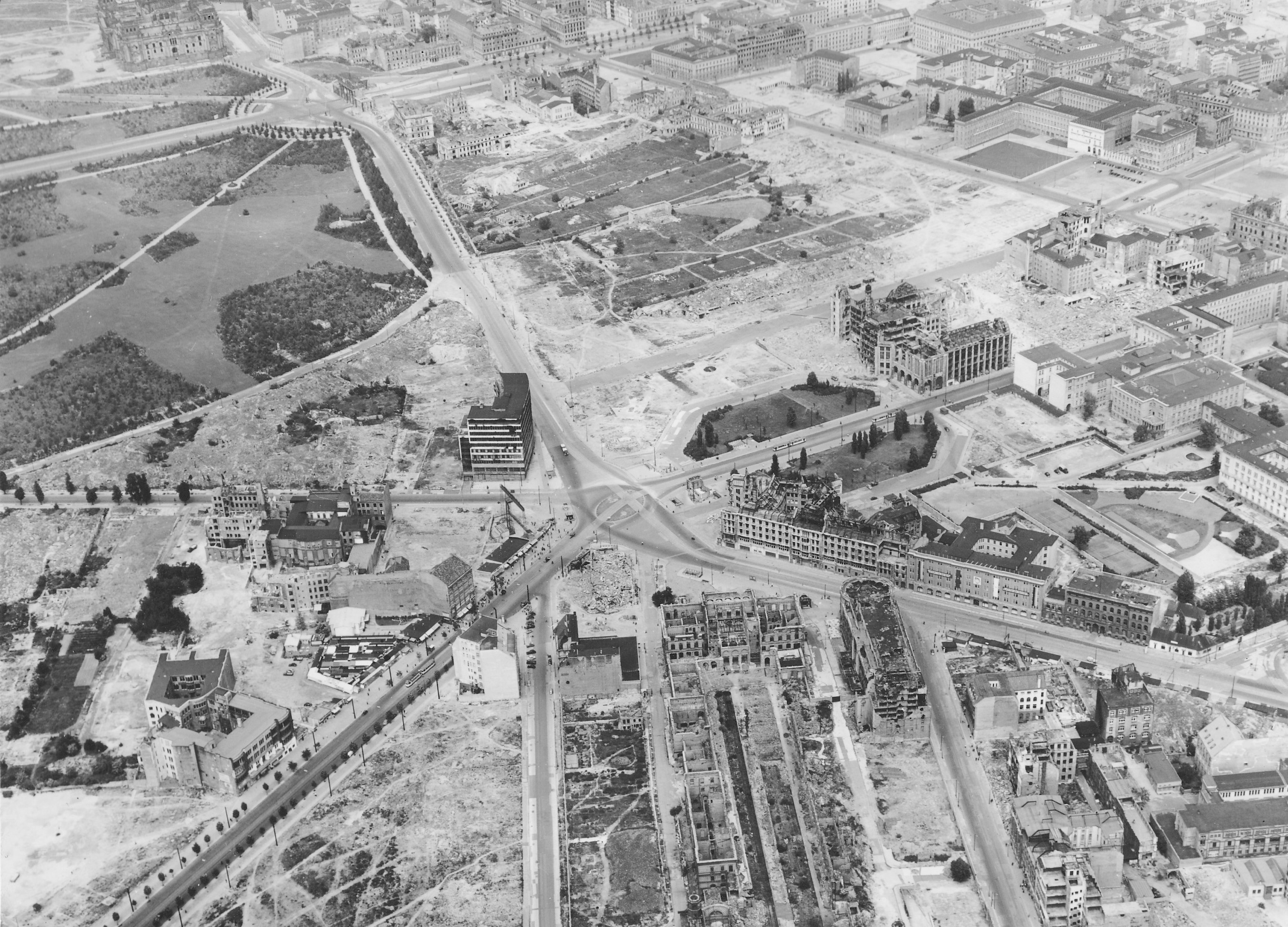
Luftbild vom Potsdamer und Leipziger Platz mit den Resten des südlichen Torhauses, 1954

## Kontroverse um einen Wiederaufbau von Torgebäuden nach 1990
Im Zuge der Wiederbebauung des Potsdamer und des Leipziger Platzes in den 1990er Jahren wurden genau an den Stellen, auf denen die beiden Torhäuser standen, zwei neue, offene, nur von jeweils einer Brüstung umbaute Zugänge zum unterirdischen S-Bahn- und Regionalbahnhof Potsdamer Platz errichtet.
Zwei ursprünglich an diesen Stellen vorgesehene, von Oswald Mathias Ungers entworfene einfache Pavillonbauten wurden nicht verwirklicht.